# Сирси, Билл
Уильям Александер Сирси (англ. William Alexander Searcey; 3 марта 1958, Саванна, Джорджия — 8 марта 2021) — профессиональный канадский футболист. Выступал на позиции гарда. Выступал в Футбольной лиге Соединённых Штатов, играл в НФЛ за «Сан-Диего Чарджерс». На студенческом уровне играл за команду Алабамского университета, дважды становился победителем национального чемпионата.

## Биография
Билл Сирси родился 3 марта 1958 года в Саванне. После окончания школы Бенедиктин Милитари поступил в Алабамский университет. С 1978 по 1980 год он играл за его команду, дважды, в 1979 и 1980 годах, выигрывал национальный студенческий чемпионат. После выпуска он не был выбран на драфте НФЛ. Профессиональную карьеру начал в Футбольной лиге Соединённых Штатов. Выступал за клубы «Бирмингем Стэллионс» и «Хьюстон Гэмблерс», в 1985 году провёл одну игру в регулярном чемпионате НФЛ в составе «Сан-Диего Чарджерс».
После завершения спортивной карьеры Сирси занимался торговлей недвижимости, но лишился бизнеса из-за проблем с алкоголем и наркотиками. По этой же причине распался его брак. После прохождения реабилитации в центре Canaan Land в Алабаме, работал там же консультантом. Он боролся с лишним весом, достигавшим 200 кг, снимался в документальном сериале Heavy. В 2013 году Сирси опубликовал свою автобиографию «High Tide: A Story of Football, Freefall, and Forgiveness».
В последние годы жизни Сирси боролся с раком поджелудочной железы. Он скончался 8 марта 2021 года в возрасте 63 лет.